# Adventor
Adventor is een monotypisch geslacht van straalvinnige vissen uit de familie van fluweelvissen (Aploactinidae).

## Soort
- Adventor elongatus (Whitley, 1952)